# 이정영
이정영(李正英, 1616년 ~ 1686년)은 조선 후기의 문신, 서예가, 조각가이다. 자는 자수(子修), 호는 서곡(西谷), 본관은 전주이며, 아버지는 호조판서 이경직(李景稷)이고, 어머니는 첨지 오경지(吳景智)의 딸이다. 시호는 효간(孝簡)이다.

## 생애
이정영은 인조 14년(1636년) 별시문과에 병과로 합격하였으며, 병자호란이 일어나자 소현세자가 볼모로 중국 심양에 갈 때 따라갔다.
귀국해서는 정언·수찬·응교·검열·대교·봉교·전적 등의 여러 벼슬을 역임하였다. 1642년 예조좌랑을 거쳐, 효종 2년(1651년) 교리로서 술에 취하여 경연에 나갔다가 탄핵을 받아 파직되었으며 그 후 겸사서 이조정랑을 지냈다.
1659년 병조참의·좌승지를 역임하고, 현종 1년(1660년) 부총관·병조참판·대사간이 되었고, 이듬해 진위겸진향부사로 청나라에 다녀와 평안도 관찰사가 되었다. 이후 호조참판과 이조참판, 한성부좌윤을 했으며 1672년 한성부판윤으로 다시 동지부사가 되어 청나라에 다녀왔다. 1674년 현종이 죽자 산릉도감 당상을 거쳐 이조판서가 되었고, 이후 공조판서를 거쳐 숙종 3년(1677년) 형조판서로 시관(試官)이 되어 부정을 저지른 죄목으로 철원에 유배되었다가 풀려났다.
이어 판돈녕부사가 되었고 1685년 기로소(耆老所)에 들어갔다. 전서(篆書)와 주서(籒書)에 뛰어나, 민기신도비(閔箕神道碑)·이순신명량대첩비(李舜臣鳴梁大捷碑)·영안위홍주원비(永安尉洪柱元碑)·호판이경직비(戶判李景稷碑)·판추김시양비(判樞金時讓碑)·감사강홍중비(監司姜弘重碑)·형참이소한비(刑參李昭漢碑)·예참홍주국비(禮參洪柱國碑)·정여창비(鄭汝昌碑) 등의 글씨가 남아 있다.

## 사후
《효간공 이정영 묘역》은 17세기 말의 조선 분묘형식을 잘 알 수 있는 귀중한 자료이다. 무덤 앞에 묘비·상석·향로석이 차례로 놓여 있고, 그 좌우에 문인석과 망주석이 1쌍씩 있다. 이들 석물은 조각솜씨가 뛰어나 17세기 조선 석조미술의 수준을 가늠할 수 있는 훌륭한 작품으로 높이 평가된다. 1994년 5월 10일 서울특별시의 유형문화재 제94호로 지정되었다.

## 작품
- 민기신도비(閔箕神道碑)
- 이순신명량대첩비(李舜臣鳴梁大捷碑)
- 영안위홍주원비(永安尉洪柱元碑)
- 호판이경직비(戶判李景稷碑)
- 판추김시양비(判樞金時讓碑)
- 감사강홍중비(監司姜弘重碑)
- 형참이소한비(刑參李昭漢碑)
- 예참홍주국비(禮參洪柱國碑)
- 정여창비(鄭汝昌碑)
- 이목·이세장 유적

## 가계
- 부친 : 이경직(李景稷, 1577 ~ 1640)
- 모친 : 보성 오씨 - 오경지(吳景智)의 딸
  - 누나 : 전주 이씨(1602 ~ ?) - 경주 이씨 이시중(李時中)에게 출가
  - 누나 : 전주 이씨(1608 ~ ?) - 진주 강씨 강홍익(姜弘益)에게 출가
  - 형 : 이장영(李長英, 1610 ~ ?) - (이진정(필명 이문정, 숙빈 최씨의 영웅소설 《수문록》의 저자)의 조부)
  - 형 : 이후영(李後英, 1613 ~ ?)
- 계모 : 고성 이씨 - 이성길(李成吉)의 딸
  - 이복 여동생 : 전주 이씨(1620 ~ ?) - 해평 윤씨 윤세장(尹世章)에게 출가
  - 정부인 : 청송 심씨 - 심장세(沈長世)의 딸(심희세의 질녀)
    - 장남 : 이만성(李晚成, 1636 ~ ?)
    - 며느리 : 성주 이씨 - 이인의 딸
    - 장녀 : 전주 이씨(1639 ~ ?) - 여산 송씨 송광연(宋光淵)에게 출가

  - 계부인 : 문화 류씨 - 류기선(柳基善)의 딸
    - 차녀 : 전주 이씨(1648 ~ 1714) - 안동 김씨 김창국(金昌國)에게 출가(숙종의 후궁 영빈 김씨의 모친)
    - 차남 : 이대성(李大成, 1651 ~ ?)
    - 며느리 : 풍산 홍씨 - 정명공주의 차남 홍만용(洪萬容)의 딸
      - 손자 : 이진검
      - 손부 : 윤지상의 딸
      - 손자 : 이진유
      - 손부 : 장선충의 딸

    - 3녀 : 전주 이씨(1653 ~ ?) - 숙안공주의 장남 남양 홍씨 홍치상(洪致祥)에게 출가
    - 4녀 : 전주 이씨(1655 ~ ?) - 파평 윤씨 윤지인(尹趾仁)(윤지완의 아우, 민진원의 처숙부)에게 출가
    - 5녀 : 전주 이씨(1656 ~ ?) - 창녕 조씨 조하언(曺夏彦, 정명공주의 외손자)에게 출가
    - 6녀 : 전주 이씨(1659 ~ ?) - 숙명공주의 장남 청송 심씨 심정보(沈廷輔)에게 출가
    - 7녀 : 전주 이씨(1665 ~ ?) - 풍천 임씨 임사원(任士元)에게 출가

## 같이 보기
- 효간공 이정영 묘역

 본 문서에는 서울특별시에서 지식공유 프로젝트를 통해 퍼블릭 도메인으로 공개한 저작물을 기초로 작성된 내용이 포함되어 있습니다.